# Cornicule

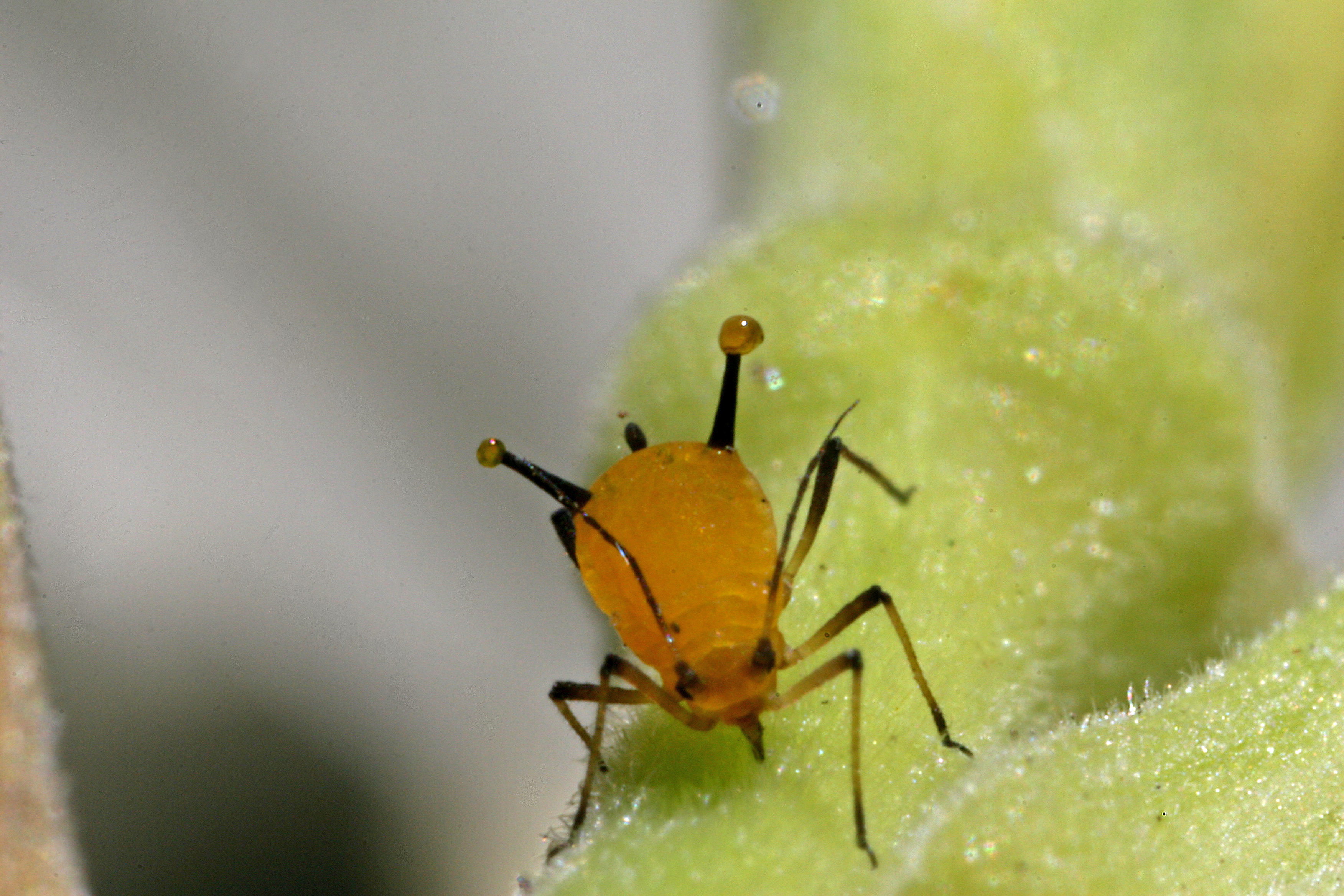
Aphide sécrétant sa cire

Une cornicule (ou siphuncule) est un tube que l'on trouve sur le dos de certains insectes, principalement les pucerons (Aphidoidea) et plus rarement certains hyménoptères (Galodoxinae). Dirigées vers l'arrière, elles servent à projeter un fluide de défense à durcissement rapide composé de triglycéride : la « cire de cornicule », bien que l'on ait longtemps pensé qu'elles servaient à excréter le miellat.